# Adolfo Horta
Adolfo Horta, född 3 oktober 1957 i San Lorenzo i provinsen Santiago de Cuba, död 28 november 2016, var en kubansk boxare som tog OS-silver i fjäderviktsboxning 1980 i Moskva. I finalen förlorade Horta med 1-4 mot östtysken Rudi Fink.